# Ludolf von Alvensleben
Ludolf-Hermann Emmanuel Georg Kurt Werner von Alvensleben, zwany Bubi von Alvensleben (ur. 17 marca 1901 w Halle, zm. 1 kwietnia 1970 w Santa Rosa de Toay) – niemiecki zbrodniarz wojenny, syn generała-majora Ludolfa von Alvenslebena (1844–1912), od 1929 członek NSDAP, poseł do Reichstagu (1933), w latach 1938–1941 pierwszy adiutant Reichsführera SS Heinricha Himmlera, od listopada 1943 SS-Gruppenführer i Generalleutnant policji, a od lipca 1944 także Generalleutnant w Waffen-SS.

## Działalność w Polsce
W 1939 r. był organizatorem dywersji niemieckiej na Pomorzu, m.in. w Bydgoszczy (3 września 1939 – 20 listopada 1939). W okresie tym dowodził Selbstschutzem na całym Pomorzu, a później w okręgu Gdańsk-Prusy Zachodnie. Był odpowiedzialny za wymordowanie przez tę organizację ponad 4 tys. ludności polskiego pochodzenia, w tym za masowy mord w „Dolinie Śmierci” w Bydgoszczy-Fordonie, które Niemcy przeprowadzili w ramach Intelligenzaktion na Pomorzu. Był on osobiście odpowiedzialny za masowe morderstwa na Polakach, w których brał udział osobiście rozstrzeliwując aresztowanych. W swoim raporcie do Kurta Daluege z 7 października 1939 doniósł, że dowodzone przez niego jednostki Selbstschutzu aresztowały 17 667 ludzi i zlikwidowały 4247 Polaków do 5 października 1939. W tym czasie mieszkał w Bydgoszczy w wilii przy ul. Wyspiańskiego. W połowie 1940 przeniesiony został do sztabu Krügera, wyższego dowódcy SS i Policji w GG.

## Okres powojenny
Zatrzymany został w maju 1945 przez Brytyjczyków, którzy internowali go w dawnym obozie Neuengamme (KL). Z obozu uciekł 11 września 1946, ukrywając się w Schochwitz. Następnie wraz z rodziną uciekł do Ameryki Południowej. Od 1949 do lipca 1956 żył w Buenos Aires w Argentynie, pod fałszywym nazwiskiem Carlos Luecke. 15 września 1952 otrzymał obywatelstwo argentyńskie. Później przeniósł się do Santa Rosa de Toay. Nietykalność w tym kraju zapewniła mu przyjaźń z dyktatorem Juanem Perónem.
Zaocznie został skazany na karę śmierci przez polski sąd w Toruniu, jako odpowiedzialny za morderstwo co najmniej 4247 Polaków, gdy był dowódcą Selbstschutzu w 1939.